# Etlingera metriocheilos
Etlingera metriocheilos là một loài thực vật có hoa trong họ Gừng. Loài này được (Griff.) R.M.Sm. mô tả khoa học đầu tiên năm 1986.